# La Ensenada
La Ensenada è un comune (corregimiento) della Repubblica di Panama situato nel distretto di Balboa, provincia di Panama. Si estende su una superficie di 66,2 km² e conta una popolazione di 94 abitanti (censimento 2010).